# Erhan Albayrak
Erhan Albayrak (* 5. April 1977 in Hamburg) ist ein ehemaliger deutsch-türkischer Fußballspieler und heutiger -trainer. Albayraks Position als Spieler war das linke Mittelfeld.

## Leben

### Spieler
Albayrak wuchs in Hamburg-Neugraben-Fischbek auf und begann beim FC Süderelbe mit dem Fußballspielen. Ab 1990 spielte er für die Jugendmannschaften des Hamburger SV und 1993 wechselte er in die Jugendabteilung von Werder Bremen. In dieser Zeit spielte er bevorzugt in der Stürmerposition, was sich in seiner Zeit als Profi änderte. Er war Kapitän der türkischen U-21-Nationalmannschaft, in der er mit sieben Toren Rekordtorschütze ist.
Im Winter 1995 stieg der 18-jährige Albayrak in Bremens Profimannschaft auf. In der darauffolgenden Saison 1995/96 der Bundesliga kam er zwei Mal zum Einsatz. Sein Debüt gab er dabei am 1. Spieltag gegen Fortuna Düsseldorf, als ihn Trainer Aad de Mos zur Halbzeit für Andree Wiedener einwechselte. Am 26. September 1995 hatte Albayrak seinen ersten internationalen Auftritt. Beim Erstrundenspiel des UEFA-Cups gegen den Glenavon FC wurde er in der 67. Minute für Mario Basler ins Spiel gebracht. Es folgten Stationen in der türkischen Süper Lig bei Kocaelispor, mit dem Albayrak 1997 den türkischen Pokal gewann, ihn aber auch 1998 zu Altay İzmir auslieh, und Gaziantepspor.
2001 wechselte der damals 24-Jährige zum deutschen Absteiger Arminia Bielefeld in die 2. Bundesliga, mit dem ihm der sofortige Wiederaufstieg in die erste Liga gelang. Ihm gelangen dabei acht Treffer in 27 Partien, wobei er als offensiver Mittelfeldspieler entscheidenden Anteil am Erfolg hatte. Seinen ersten Bundesligatreffer erzielte er beim 2:1-Sieg gegen den FC Schalke 04 am 29. September 2002 per Foulelfmeter zum 1:0. Im Januar 2003 wechselte Albayrak zu Fenerbahçe Istanbul und spielte danach durchgehend in der Türkei. Der Vertrag mit Konyaspor, bereits sein sechster Klub seit seinem Wechsel zu Fenerbahçe, wurde im April 2009 aufgelöst.
Seit Juli 2009 gehört er der Vereinigung der Vertragsfußballspieler an. Am 18. Dezember 2009 gab der KFC Uerdingen bekannt, dass Albayrak ab dem 1. Januar 2010 für den Krefelder Verein auflaufen und damit nach knapp sieben Jahren in der Türkei nach Deutschland zurückkehren würde. Er unterzeichnete einen Vertrag über 18 Monate. Im Frühjahr 2011 gab Albayrak bekannt, seine Karriere beenden zu wollen, sollte der KFC Uerdingen den Aufstieg in die NRW-Liga nicht schaffen. Am Ende schafften die Uerdinger den Aufstieg und Albayrak trug mit 16 Treffern zum Erfolg bei. Dennoch wechselte er überraschend im Sommer 2011 zum Niederrheinligisten TuRU Düsseldorf.
Das Engagement in Düsseldorf hielt nur eineinhalb Monate und Ende September 2011 schloss sich Albayrak dem Türkischen Sport-Verein Wiesbaden (Verbandsliga Hessen Mitte) an.Beim Türkischen SV spielte er wieder zusammen mit seinem ehemaligen Mannschaftskollegen Cem Karaca aus Fenerbahçe-Zeiten. Im April 2012 wurde Albayraks Wechsel zum FC Sylt bekanntgegeben, wo er auch seine Trainerlizenz machen wollte.

### Trainer
Nur einen Monat später wurde er zusammen mit Ronny Kockel als neuer Cheftrainer bei seinem alten Verein KFC Uerdingen 05 vorgestellt, dort ersetzten sie Jörg Jung. Vom März 2014 löste er Eric van der Luer als Trainer des KFC Uerdingen 05 ab, wurde nach zwei Spielen jedoch am 14. April bereits entlassen. Im Oktober 2016 wurde er als neuer Trainer von Rot Weiss Ahlen verpflichtet. Am 16. Dezember 2017 wurde Albayrak beim RWA entlassen. Im September 2018 übernahm er den abstiegsbedrohten Oberligisten FSV Duisburg, in der Winterpause gab er sein Traineramt wieder auf. Zur Saison 2019/20 übernahm Albayrak die B-Juniorinnen des Harburger TB 1865, die in die Bundesliga aufgestiegen waren. Die Zusammenarbeit endete im Februar 2020.
Beim Bremer Fußball-Verband war er ab Juli 2022 Co-Trainer der Landesauswahl im Altersbereich U16 und gewann mit der Mannschaft im Mai 2023 das Turnier der deutschen Landesverbände. Im Sommer 2023 arbeitete Albayrak einige Monate lang als Jugendtrainer bei Fenerbahçe in der Türkei. Hernach war er ebenfalls kurz Co-Trainer beim mazedonischen Verein FK Gostivar.
Im Februar 2024 wurde Albayrak in zweiter Amtszeit Trainer beim Hamburger Oberligisten FC Türkiye Wilhelmsburg. Nach sieben Spielen trat er zurück, da der Verein für die folgende Saison bereits einen neuen Trainer verpflichtet hatte.
Mit der Traditionsmannschaft von Werder Bremen nimmt er an Hallenturnieren für Altherrenmannschaften teil.

## Erfolge
- Türkischer Pokalsieg 1997 (mit Kocaelispor)
- Meisterschaft der 2. Bundesliga und Aufstieg in die 1. Bundesliga 2002 (mit Arminia Bielefeld)